# Архієпископ Охридський і Македонський
Архієпископ Охридський і Македонський - це титул, присвоєний главі Македонської православної церкви - Охридській архієпископії. Очільник МПЦ, крім цього офіційного титулу, також носить титул Господин Господин і зазвичай йде відразу після офіційного титулу і має форму абревіатури. Таким чином, в офіційному зверненні нинішній глава МПЦ призначений архієпископом Охридським і Македонським г.г. Стефана. У неофіційному зверненні офіційний заголовок опущений, а до керівника - заголовок Блаженніший, отже, ми маємо Блаженнішого г.г. Стефана.

## Історія
Терміни "архієпископ" та "Охридський" походять від середньовічної македонської церкви Охридського архієпископства, де МПЦ вважається прямим наступником. У середні віки архієпископи Охридської архієпископії називали архієпископом Охридським. Після відновлення цього ж в особі МПЦ було додано слово "македонський".

## Архієпископи
| Ім'я       | Роки управління                     |
| ---------- | ----------------------------------- |
| Досітей II | 4 жовтня 1958 р. - 20 травня 1981 р |
| Ангеларій  | 18 серпня 1981 - 15 липня 1986      |
| Гаврил II  | 4 жовтня 1986 - 9 червня 1993       |
| Михаїл     | 21 грудня 1993 - 6 червня 1999      |
| Стефан     | 9/10 жовтня 1999 р. - сьогодні      |

## Пов’язані
- Охридське архієпископство
- Македонська православна церква - Охридська архієпископія
- Список архієпископів Охридських та Македонських